# Csongrád-Csanád vármegye védett természeti értékeinek listája
Csongrád-Csanád vármegye védett természeti értékeinek listája:
- Ásotthalom,

1. Bogárzói-rét
2. Fehér nyáras emlékerdő
3. Ültetett erdő

- Balástya–Kistelek, Müller-szék vagy Nagy-szék
- Csengelei kocsányos tölgyek
- Hódmezővásárhely,

1. Epres-kert
2. Védett fasorok, védett fák
3. Népkert és a strand

- Kistelek, Bíbic-tó /Tóalja/
- Makó, Juhász Gyula-emlékfa
- Öttömös, Baromjárás-puszta
- Szeged,

1. Egyetemi Füvészkert
2. Páfrányfenyő
3. Szeged, Kiskundorozsmai Nagy-szék

- Szeged-Tápé, Vetye-háti-nyárfa
- Szentes, Széchenyi liget
- Zsombó, Ősláp